# Olentzero
O Olentzero ou Olentzaro é uma personagem mítica da tradição do Natal do País Basco.
O Olentzero é um carvoeiro que leva presentes no dia de Natal aos lares bascos. Trata-se de uma tradição cuja origem parece estar na vila de Lesaka.

## Nomes e etimologia
A denominação mais comum é a de Olentzero utilitzada em Guipúscoa. Em Navarra recebe os nomes de Olentzaro, Orantzaro e também Onontzaro.